# بویز لایک گرلز
بویز لایک گرلز (به انگلیسی: Boys Like Girls) نام یک گروه موسیقی آمریکایی راک از ایالت ماساچوست است. این گروه در سال ۲۰۰۵ و زمانی که اولین آلبوم خود را با نام خودشان منتشر کردند به صورت رسمی آغاز به کار کرد. بویز لایک گرلز در سال ۲۰۰۸ برای شرکت در تور تابستانی تو که در سراسر ایالات متحده اجرا شد، با گروه گود شارلت همکاری کرد. دومین آلبوم استودیویی این گروه با نام مست عشق در ۸ سپتامبر ۲۰۰۸ منتشر گردید. از فوریه ۲۰۱۱ گروه بویز لایک گرلز یک وقفه نامحدود را آغاز کرده‌است.

## آلبوم‌ها
- بویز لایک گرلز (۲۰۰۶)
- مست عشق (۲۰۰۹)
- جهان دیوانه (۲۰۱۲)